# Бегеч
Бегеч је насеље удаљено 20 километара од Новог Сада у чијој се општини налази. Према попису из 2022. било је 3.005 становника.

## Географија
Бегеч се налази на левој обали реке Дунава, где се је лоцирано и велико алувијално језеро Бегечка јама, у којој, поред рибе, постоји и локалитетет на коме је било старо село, поплављено пре више од сто година.
Насеље је део општинског подручја Града Новог Сада. Источно од Бегеча је Футог, северно Бачки Петровац, док је западно Гложан. На југу се налази река Дунав, на чијој јужној обали су насеља Баноштор и Черевић.

## Историја
На овом месту је био стари прелаз преко Дунава још из античких времена, у време доминације Римљана над Сремом. На месту савременог Баноштора постојало је значајно римско утврђење и лука Бононија - Малата, а на левој страни Дунава, јужно од Бегеча, наспрамно утврђење Онагринум.
Према причи, Бегеч су прво населили сељаци, бежећи од "зулума проклете Јерине", жене деспота Ђурђа Бранковића, за време градње смедеревске тврђаве. Насеље Бегеч је по бежању тј. "бегачима" (људима који су бежали), добило име.
Ово насеље се први пут спомиње у петнаестом веку, још 1424. године, а потом у турским тефтерима. У време Турака ту је било само неколико домова, а крајем 17. века, у време дуготрајних ратова између Аустрије и Турске, забележен је као ненасељен. Обновљен је почетком 18. века и од тада је број становника константно растао. Године 1787. у Бегечу су пописана 804 лица, а до 1850. године тај број је порастао на 1.537. Касније, све до после Првог светског рата, он је варирао између 2.000 и 2.300 становника.
Бегеч је био једно врло организовано село у којем су прве куће биле сојенице и земунице, грађене од слабог материјала, врбове или тополове грађе и покривене трском, рогозом или шашом.
Значајнији пораст уследио је после Првог светског рата, у време аграрне реформе. На месту старе Визић пусте, дуж новосадског пута североисточно од старог села, саграђено је ново колонистичко насеље Визић са педесетак кућа. То је условило да је број становника 1931. године порастао на 2.519.
После Другог светског рата, број становника је поново смањен и кретао се између 2.200 и 2.400. Село је седамдесетих година укључено у урбану зону Новог Сада. Године 2002. овде је живело 3.335 људи.

## Карактеристике насеља
Бегеч је једно од приградских насеља Новог Сада, али је он унутар новосадске урбане зоне најмање урбано развијен. Године 2002. аграрним занимањима бавило се 20,1% активног становништва Бегеча, што је више од просека за бачка приградска насеља. У исто време, у индустрији је радило 28,8% што је мање од просека. Мештани су ипак искористили близину два града па је натпросечна била запосленост у трговини, саобраћају, здравству и комуналним службама. Највећи део ових људи ради ван места.
Могућности запошљавања у селу су мале јер ту постоје само основне службе, које служе потребама локалног становништва, као што су основна школа, предшколска установа, амбуланта, зубна амбуланта, апотека, православна црква, месна канцеларија, пошта и већи број продавница мешовите робе.
Црква је у центру села, а близу ње је неколико јавних зграда, док су задружни дом и пијаца на северној периферији села.
Планска градња Бегеча је донекле поремећена ширењем на периферијама. Томе је највише допринела градња колонистичког насеља Визић, које чине две улице изграђене уз пут за Нови Сад североисточно од села и једне улице уз тај пут северно од села. На тај начин је створено, у морфолошком смислу двојно насеље. У најновије време Бегеч се шири дуж пута за Нови Сад преко пута Визића.
Северном ивицом села пролази пут који повезује Нови Сад са Бачком Паланком, а пруга истог правца у широком луку обилази Бегеч и овде на њој нема железничке станице.

## Знаменитости
- У Бегечу се налази српска православна црква саграђена 1838. године.
- Овде се налазе археолошко налазиште Онагринум и Здање Визић.
- У Бегечу се налази и артешки бунар са свежом пијаћом и здравом водом, који је лоциран у центру Бегеча, преко пута Основне школе „Вељко Петровић“. Вода из артешког бунара тече у сваком добу године.

## Привреда
Од привредних предузећа постоји земљорадничка задруга и неколико приватних предузећа од којих се већина бави трговином.
Бегеч је већ дуги низ година познат по производњи шаргарепе и кромпира. Занимљива је чињеница да се у Бегечу произведе више шаргарепе него што производи Хрватска, на годишњем нивоу. Бегечка шаргарепа је препознатљив бренд широм Европе и Балкана, али се ово поврће може наћи и на домаћем тржишту као и у великим продајним објектима у Србији. Модеран начин производње са савременом механизацијом омогућава Бегечким повртарима да њихова шаргарепа има висок квалитет, добру боју и укус, тако да задовољава услове широког тржишта. Велики је број газдинстава који се баве производњом овог поврћа, тако да конкурентност међу произвођачима није мала, али без обзира на све потражња је све већа.

## Демографија
У насељу Бегеч живи 2665 пунолетних становника, а просечна старост становништва износи 39,6 година (38,4 код мушкараца и 40,8 код жена). У насељу има 1034 домаћинства, а просечан број чланова по домаћинству је 3,23.
Ово насеље је углавном насељено Србима (према попису из 2002. године), а у последња три пописа, примећен је пораст у броју становника.
|  |

| Демографија | Демографија | Демографија |
| Година      | Становника  | Становника  |
| ----------- | ----------- | ----------- |
| 1948.       | 2.277       |             |
| 1953.       | 2.329       |             |
| 1961.       | 2.392       |             |
| 1971.       | 2.608       |             |
| 1981.       | 2.717       |             |
| 1991.       | 2.827       | 2.801       |
| 2002.       | 3.335       | 3.438       |

| Етнички састав према попису из 2002.‍ | Етнички састав према попису из 2002.‍ | Етнички састав према попису из 2002.‍ | Етнички састав према попису из 2002.‍ | Етнички састав према попису из 2002.‍ |
| ------------------------------------ | ------------------------------------ | ------------------------------------ | ------------------------------------ | ------------------------------------ |
|                                      |                                      |                                      |                                      |                                      |
| Срби                                 | Срби                                 |                                      | 2.378                                | 71,30%                               |
| Словаци                              | Словаци                              |                                      | 439                                  | 13,16%                               |
| Роми                                 | Роми                                 |                                      | 76                                   | 2,27%                                |
| Југословени                          | Југословени                          |                                      | 68                                   | 2,03%                                |
| Мађари                               | Мађари                               |                                      | 61                                   | 1,82%                                |
| Хрвати                               | Хрвати                               |                                      | 44                                   | 1,31%                                |
| Црногорци                            | Црногорци                            |                                      | 14                                   | 0,41%                                |
| Русини                               | Русини                               |                                      | 13                                   | 0,38%                                |
| Македонци                            | Македонци                            |                                      | 10                                   | 0,29%                                |
| Румуни                               | Румуни                               |                                      | 8                                    | 0,23%                                |
| Украјинци                            | Украјинци                            |                                      | 7                                    | 0,20%                                |
| Словенци                             | Словенци                             |                                      | 4                                    | 0,11%                                |
| Руси                                 | Руси                                 |                                      | 2                                    | 0,05%                                |
| Чеси                                 | Чеси                                 |                                      | 1                                    | 0,02%                                |
| Немци                                | Немци                                |                                      | 1                                    | 0,02%                                |
| Бугари                               | Бугари                               |                                      | 1                                    | 0,02%                                |
| непознато                            | непознато                            |                                      | 57                                   | 1,70%                                |

| Година пописа     | 1948. | 1953. | 1961. | 1971. | 1981. | 1991. | 2002. |
| ----------------- | ----- | ----- | ----- | ----- | ----- | ----- | ----- |
| Број домаћинстава | 605   | 644   | 704   | 789   | 871   | 908   | 1.034 |

| Број чланова      | 1   | 2   | 3   | 4   | 5   | 6  | 7  | 8 | 9 | 10 и више | Просек |
| ----------------- | --- | --- | --- | --- | --- | -- | -- | - | - | --------- | ------ |
| Број домаћинстава | 174 | 234 | 179 | 224 | 120 | 69 | 28 | 5 | 0 | 1         | 3,23   |

| Пол    | Укупно | Неожењен/Неудата | Ожењен/Удата | Удовац/Удовица | Разведен/Разведена | Непознато |
| ------ | ------ | ---------------- | ------------ | -------------- | ------------------ | --------- |
| Мушки  | 1.355  | 407              | 843          | 60             | 43                 | 2         |
| Женски | 1.454  | 288              | 855          | 268            | 43                 | 0         |
| УКУПНО | 2.809  | 695              | 1.698        | 328            | 86                 | 2         |

| Пол    | Укупно                    | Пољопривреда, лов и шумарство | Рибарство                            | Вађење руде и камена | Прерађивачка индустрија       |
| ------ | ------------------------- | ----------------------------- | ------------------------------------ | -------------------- | ----------------------------- |
| Мушки  | 649                       | 139                           | 10                                   | 0                    | 209                           |
| Женски | 449                       | 71                            | 1                                    | 0                    | 97                            |
| УКУПНО | 1.098                     | 210                           | 11                                   | 0                    | 306                           |
| Пол    | Производња и снабдевање   | Грађевинарство                | Трговина                             | Хотели и ресторани   | Саобраћај, складиштење и везе |
| Мушки  | 7                         | 52                            | 68                                   | 10                   | 59                            |
| Женски | 3                         | 9                             | 89                                   | 15                   | 9                             |
| УКУПНО | 10                        | 61                            | 157                                  | 25                   | 68                            |
| Пол    | Финансијско посредовање   | Некретнине                    | Државна управа и одбрана             | Образовање           | Здравствени и социјални рад   |
| Мушки  | 1                         | 27                            | 20                                   | 11                   | 10                            |
| Женски | 10                        | 23                            | 14                                   | 26                   | 64                            |
| УКУПНО | 11                        | 50                            | 34                                   | 37                   | 74                            |
| Пол    | Остале услужне активности | Приватна домаћинства          | Екстериторијалне организације и тела | Непознато            | Непознато                     |
| Мушки  | 23                        | 0                             | 0                                    | 3                    | 3                             |
| Женски | 14                        | 0                             | 0                                    | 4                    | 4                             |
| УКУПНО | 37                        | 0                             | 0                                    | 7                    | 7                             |

## Галерија
- Православна црква
- Православна црква
- Скела која повезује Баноштор и Бегеч
- ОШ Вељко Петровић
- Вртић Пинокио
- Споменик